# Jean van Bernin
Jean van Bernin (Bernin, circa 1191 – Romans, 17 april 1266) was aartsbisschop van Vienne gedurende bijna 50 jaar (1218-1266). Hij was de eerste graaf-aartsbisschop van Vienne (Heilige Roomse Rijk) en in dienst van de Inquisitie van de paus.

## Levensloop

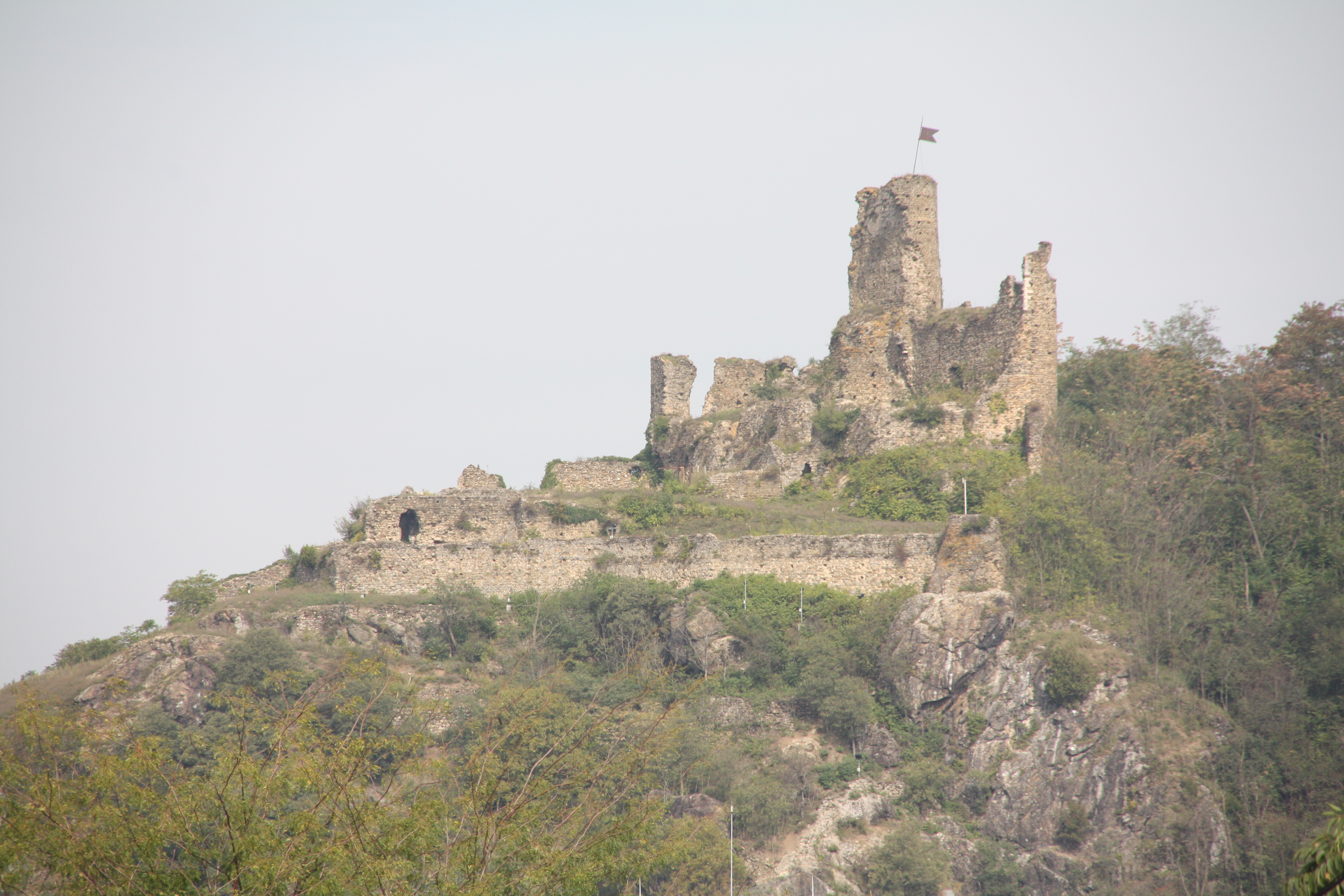
Kasteel La Bâtie in Vienne, Frankrijk

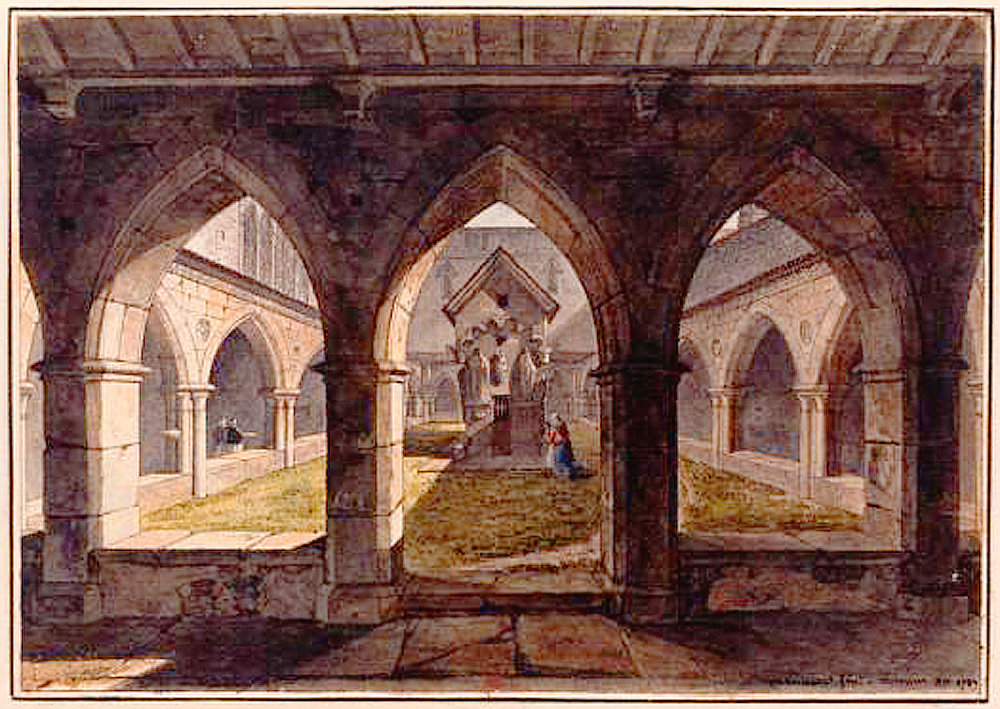
Kathedraal Saint-Maurice in Vienne

Jean werd geboren in Bernin, in het kasteel van la Veyrie. Dit lag toen in het koninkrijk Arelat, wat zelf een deel was van het Heilige Roomse Rijk. Jean groeide op, samen met zijn broer Aymar, in het bisdom Grenoble. Zijn broer werd aartsbisschop van Embrun en hijzelf aartsbisschop van Vienne (1218); beide broers zouden jaren samenwerken in de Dauphiné. Volgens het kerkelijk recht van die tijd was de minimumleeftijd voor bisschopswijding 27 jaar; vandaar is zijn geboortejaar te situeren rond het jaar 1191.
Jean ontpopte zich tot de lokale heerser van Vienne, in het graafschap Vienne. Hij bouwde het kasteel la Bâtie, wat de residentie werd van hemzelf en verdere aartsbisschoppen. Hij bouwde een armenhuis in Vienne (Hôtel-Dieu), naast meerdere residenties en hoeves voor hemzelf. Hij bouwde 2 bruggen over de Rhône in Vienne en 2 bruggen in Romans. Hij was titulair abt van de benedictijnenabdij Saint-Barnard in Romans, zodat hij de inkomsten ontving als heer van Peyrins, inclusief het kasteel van Peyrins met lijfeigenen. Jean organiseerde de markten in Vienne en beheerde opslagplaatsen van goederen, zoals wijn en textiel.
In 1220 besliste Jean dat de inkomsten van het kapittel van de kathedraal van Vienne enkel mochten toekomen aan kanunniken die in Vienne woonden. De inkomsten voor het kapittel werden verhoogd door nieuwe taksen te heffen. Elke edelman betaalde aan het kapittel volgens zijn inkomen. Jean zette tevens een wervingsstop op de benoeming van nieuwe kanunniken, wat hij kaderde in een disciplinaire maatregel voor het kapittel (1245).
Vanaf 1235 belastte paus Gregorius IX hem met de taak van inquisiteur voor het zuiden van het koninkrijk Frankrijk alsook voor het koninkrijk Arles. Jean werd legaat van de paus. Jean moest toezien of Raymond VII van Toulouse de harde eisen van het verdrag van Meaux (1229) uitvoerde. Raymond VII deed nauwelijks iets van wat hij aan de paus en de Inquisitie beloofd had. Jean moest bemiddelen in deze delicate zaak, samen met de orde der dominicanen, want Raymond VII wou alle eisen afkopen met geld. In 1238 was Jean in Turijn, om trouw te zweren aan keizer Frederik II van het Heilige Roomse Rijk. Frederik II lag toen in conflict met paus Gregorius IX. Jean ontving van de keizer de benoeming tot kanselier van het koninkrijk Arles. Jean ontving ook de rechten en titels van de domeinen Pipet, Canaux en Saint-Chef. De stad Vienne kreeg bovendien talrijke vrijheden van de keizer, wat de handel ten goede kwam. Het Eerste Concilie van Lyon (1245) zette keizer Frederik II af. Het is onduidelijk of Jean de keizer afviel.
Tijdens de Derde en laatste Albigenzische kruistocht (1243-1244) verloor Jean de pauselijke steun van paus Innocentius IV. Intussen liet Jean de kathedraal Saint-Maurice in Vienne afwerken; het lukte hem toch Innocentius IV even te ontvangen om de kathedraal in te wijden op Paasdag van het jaar 1251. De paus ontnam hem later de abdij van Saint-Chef (1253).
In 1263 kocht Jean de grafelijke rechten van de graven van Vienne op, zodat hij graaf-aartsbisschop was van de helft van het graafschap Vienne. De andere helft ging naar de graven van Mâcon. Jean was wereldlijk heerser van Vienne geworden. Jean kocht verder nog een stadspaleis in Lyon.
Jean stierf in Romans, in het jaar 1266.
- Virtual International Authority File: 304920070
- WorldCat: E39PBJtmpkfxjcPHFYmfchPhHC